# حق‌العمل‌کار
حق‌العمل‌کار کسی است که به اسم خود ولی به حساب و دستور دیگری معاملاتی را کرده و در مقابل اجرتی دریافت می‌دارد. حق‌العمل‌کاری با وکالت و نمایندگی فرق دارد زیرا در وکالت و نمایندگی نماینده یا وکیل به نام موکل یا آمر خود عمل می‌کند ولی در حق‌العمل‌کاری اغلب حق‌العمل‌کار نام آمر را کتمان می‌کند و حتی طرف معامله نمی‌داند که معامله برای کیست و فقط حق‌العمل‌کار را در مقابل خود می‌شناسد.

## تفاوت حق‌العمل‌کار و دلال
حق‌العمل‌کار و دلال هر دو واسطهٔ انجام معاملات هستند اما بین عمل دلال و حق‌العمل‌کار فرق بسیار موجود است. دلال جز معرفی طرفین معامله به یکدیگر وظیفه‌ای ندارد و جز با اجازهٔ مخصوص نمی‌تواند نمایندگی یکی از طرفین را عهده‌دار باشد یا آن‌که طرف معامله قرار بگیرد و دلال هیچ‌گونه تعهدی نسب به اجرای معامله ندارد. و همچنین حُسن انجام تعهدات طرفین. با انجام معامله عمل دلال پایان می‌یابد درصورتی‌که حق‌العمل‌کار طرف معامله بوده و مسئول انجام تعهداتی است که به‌نام خود کرده‌است.

## تعهدات آمر و حق‌العمل‌کار
در مقابل آمر نیز مسئول است که حاصل معامله را به او واگذار کند. حق‌العمل‌کار دو تعهد مستقیم دارد یکی نسبت به طرف مقابل معامله و دیگر مقابل آمر که باید انجام معامله را به اطلاع او برساند و حاصل معامله را در اختیار او بگذارد. حق‌العمل‌کار فوایدی نیز دارد از جمله این‌که تاجر خارجی که به وضع محل در کشورهای دیگر آشنایی ندارد می‌تواند به این ترتیب معاملات خود را توسط تاجری که در محل مستقر است و بصیرت کافی دارد انجام دهد.
وظایف حق‌العمل‌کار عبارت‌اند از:
1. انجام دستورهای آمر
2. انجام معامله به‌نام خود
3. ذینفع نبودن در معامله
4. تکلیف به اطلاع‌رسانی: «حق‌العمل‌کار باید آمر را از جریان اقدامات خود مستحضر داشته و مخصوصاً در انجام مأموریت این نکته را به فوریت به او اطلاع دهد».[۲]
5. وکالت و امانت
6. بیمهٔ اجناس: حق‌العمل‌کار اصولاً مکلف به بیمه کردن مال‌التجاره نیست مگر آن‌که آمر خلاف آن را دستور داده باشد.[۳]
7. منافع معامله
8. معاملات اعتباری

دستورهای آمر بر دو نوع است یکی دستورهای آمرانه و اجباری و دیگری دستورهای اختیاری. حق‌العمل‌کار باید آمر را از جریان اقدامات خود آگاه کند زیرا قیمت اجناس همیشه ثابت نیست و ممکن است افزایش یا کاهش یابد و در مواردی که قیمت جنس افزایش یابد اگر حق‌العمل‌کار فوراً معامله را اطلاع نداده باشد وسوسه خواهد شد که معامله را برای خود نگاه دارد درصورتی‌که اگر انجام معامله را فوراً اطلاع دهد دیگر نمی‌تواند معامله را برای خود نگاه دارد. حق‌العمل‌کار موظف به بیمه نمودن اجناس معامله نیست مگر این‌که آمر دستور داده باشد. اگر بیم فساد سریع مال‌التجاره‌ای رود که نزد حق‌العمل‌کار برای فروش ارسال شده، حق‌العمل‌کار می‌تواند و حتی در صورتی که منافع آمر ایجاب کند مکلف است مال‌التجاره را با اطلاع مدعی‌العموم محلی که مال‌التجاره در آنجا است یا نمایندهٔ او به فروش برساند.
طرف معامله قرارگرفتن حق‌العمل‌کار یعنی آن‌که اگر مالی را که مأمور به فروش بوده خودش بخرد و مالی را که مأمور به خرید بوده، خودش به آمر بفروشد و در مقابل آمر مسئول اجرای تعهدات قرار گیرد.
معامله با خود: طبق مادهٔ ۳۷۳ قانون تجارت ایران، برای انجام معامله با خود، باید ۳ شرط زیر وجود داشته باشد:
1. موضوع معاملهٔ مال‌التجاره، اوراق بهادار یا اسناد تجارتی باشد.
2. دارای مظنهٔ بورسی یا بازاری باشد یعنی قیمت ثابت داشته باشد مانند سکهٔ بهار آزادی
3. آمر دستور خلاف نداده باشد

به موجب ماده ۳۷۴ قانون تجارت ایران، حق‌العمل‌کار پس از معامله با خود نیز حق دریافت مخارج و حق‌العمل را خواهد داشت.
*درصورتی‌که معامله، مظنهٔ بورسی یا بازاری نداشته باشد، حق‌العمل‌کار نمی‌تواند معامله با خود انجام دهد مگر با رضایت آمر.
- با توجه به مادهٔ ۳۷۳ قانون تجارت، اگر موضوع معامله مال‌التجاره یا اوراق بهادار یا اسناد تجارتی دارای مظنهٔ بورسی یا بازاری باشد، اصل بر این است که حق‌العل‌کار اجازهٔ معامله با خود را دارد، مگر آن‌که آمر دستور خلاف داده باشد.